# Kaisarianí
Kaisarianí (en grec : Καισαριανή) est un dème situé juste à l'est d'Athènes dans la périphérie de l'Attique en Grèce.

## Histoire
Au cours de l'Occupation de la Grèce pendant la Seconde Guerre mondiale, l'armée allemande massacre plusieurs centaines de personnes sur un site de la ville. Les victimes sont notamment des prisonniers du camp de concentration de Chaïdári. Le lieu est aujourd'hui un mémorial (de)(Schießstand von Kesariani ).

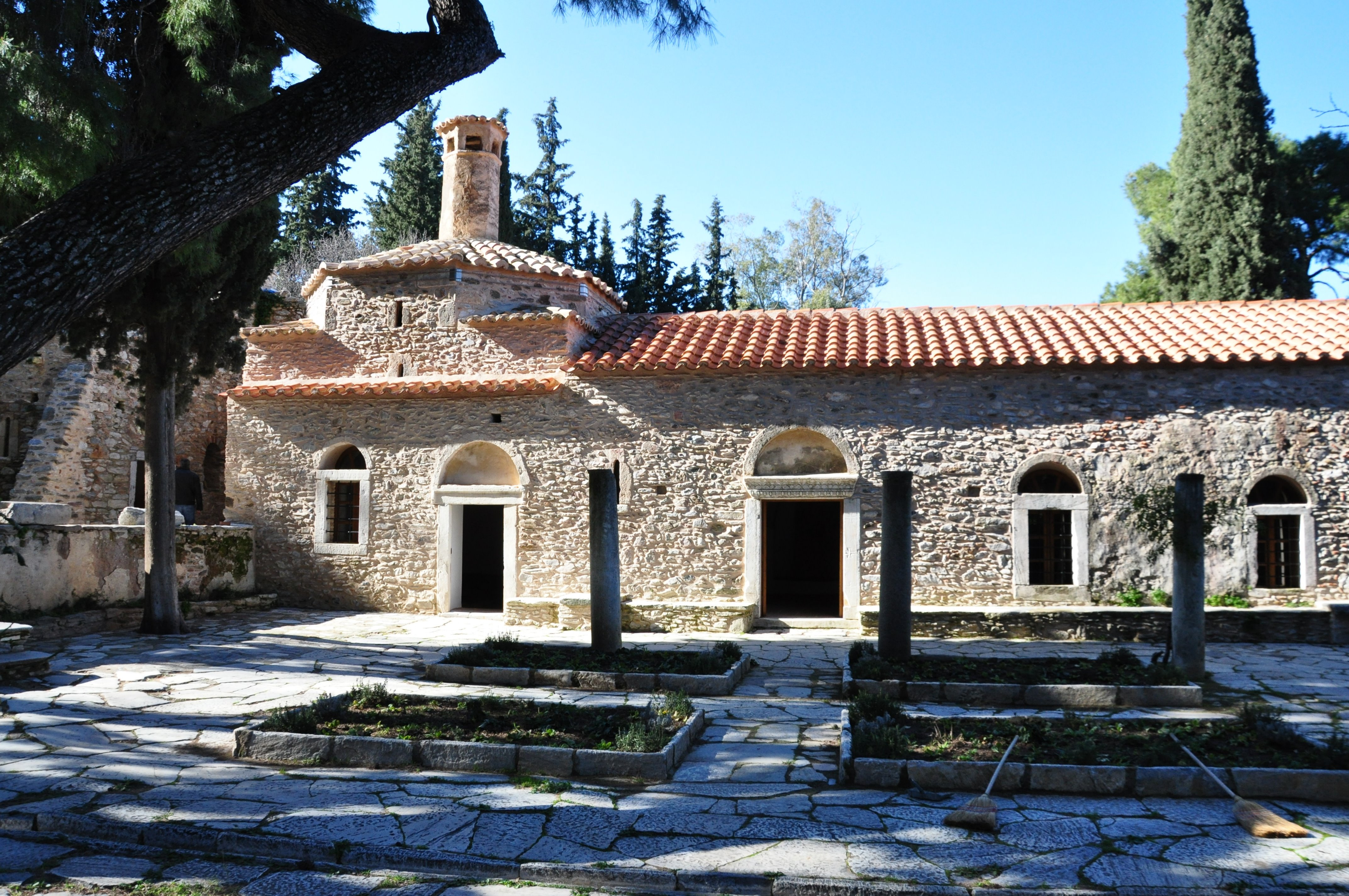
Monastère de Kaisariani

## Démographie
| Année | Population |
| ----- | ---------- |
| 1981  | 28 972     |
| 1991  | 26 803     |
| 2001  | 26 419     |
| 2011  | 26 458     |